# Farmington (Utah)
Farmington – miasto w Stanach Zjednoczonych, w północnej części stanu Utah, w hrabstwie Davis.

## Klimat
Miasto leży w strefie klimatu oceanicznego, łagodnegoy, bez pory suchej i z ciepłym latem, należącego według klasyfikacji Köppena do strefy Dfb. Średnia temperatura roczna wynosi 11,1°C, a opady 558,8 mm (w tym 127 cm śniegu). Średnia temperatura najcieplejszego miesiąca - lipca wynosi 24,8°C, natomiast najzimniejszego stycznia -1,1°C. Najwyższa zanotowana temperatura wyniosła 40,6°C, natomiast najniższa -25,6°C. Miesiącem o najwyższych opadach jest kwiecień o średnich opadach wynoszących 66 mm, natomiast najniższe opady są w lipcu i wynoszą średnio 20,3 mm.